# Edwin Hartmann
Edwin Hartmann (* 3. Oktober 1910 in Gurtis bei Frastanz; † 9. März 1996 in Schruns) war ein österreichischer nordischer und alpiner Skisportler. Der Soldat erreichte in den 1930er-Jahren zahlreiche Siege und Podestplätze und nahm an den Olympischen Winterspielen 1936 im Demonstrationswettbewerb Militärpatrouille teil.

## Biografie
Hartmann kam als Zehnjähriger erstmals zum Skisport und betrieb – wie es damals nicht unüblich war – gleichermaßen die alpinen und nordischen Disziplinen. Nach Erfolgen im Nachwuchsbereich wurde er 1929 der erste Vorarlberger Landesmeister, Anfang der 1930er-Jahre siegte er in der Salzburger Meisterschaft. Zu Beginn der 1930er-Jahre gewann Hartmann mehrere FIS-Wettkämpfe im Skispringen: 1931 siegte er auf der Lankschanze am Bödele, 1932 in Tschagguns und 1933 bei zwei Springen in Innsbruck und Lech. Wiederum am Bödele wurde er 1932 Österreichischer Meister in der Nordischen Kombination.
Hartmann nahm an den Nordischen Skiweltmeisterschaften 1933 in Innsbruck teil, wo er 19. in der Nordischen Kombination und 27. im 18-km-Langlauf wurde. Auch in den alpinen Disziplinen kam er zum Einsatz, allerdings nur in der nicht zur WM zählenden „langen Abfahrt“, die er an 36. Position beendete. Zwei Wochen nach den Weltmeisterschaften gewann Hartmann zusammen mit Haslwanter, Schuler, Kleißl und Balthasar Niederkofler im Team des Heeressportverbandes Innsbruck die erste Tiroler Staffelmeisterschaft. Darüber hinaus gewann er mit der Tiroler Staffel 1933 (zusammen mit Möchl, Niederkofler und Hermann Gadner) sowie 1934 (mit Haslwanter, Schuler und Kleißl) die Österreichische Staffelmeisterschaft.
Ab 1934 gelangen Hartmann auch mehrere Siege in alpinen FIS-Rennen. Er siegte in jenem Winter in zwei Abfahrten in Alpbach und der Wildschönau und wurde bei der Innsbrucker Wintersportwoche Zweiter in der Abfahrt vom Pfriemesköpfl. Bei den Landesmeisterschaften von Osttirol und Kärnten 1934 in Heiligenblut gewann Hartmann den Meistertitel mit Siegen in Abfahrt und Langlauf sowie dem vierten Platz im Springen. Ebenfalls 1934 gewann er den 18-km-Langlauf der Österreichischen Meisterschaften; 1935 siegte er in einem Abfahrtslauf bei Bregenz.
Ein Höhepunkt in Hartmanns Karriere war die Teilnahme am Militärpatrouillenlauf der Olympischen Winterspiele 1936 in Garmisch-Partenkirchen. Zusammen mit Albert Bach, Franz Hiermann und Eugen Tschurtschentaler erreichte er in diesem Demonstrationswettbewerb den vierten Platz. In den folgenden Jahren nahm Hartmann zunehmend seltener an Wettkämpfen teil. 1938 erzielte er in der Abfahrt von Mutters sowie im Riesenslalom von Frastanz nochmals zwei Siege in FIS-Rennen, 1939 wurde er ein weiteres Mal Vorarlberger Meister.
Mit seiner Frau Emma, die 1936 Vorarlberger Skimeisterin war, hatte Hartmann vier Kinder. Seine Enkelin Christa Hartmann wurde 1986 Junioren-Weltmeisterin im Slalom und später zweifache Weltmeisterin im Tiefschneefahren. Nach Edwin Hartmann wurde die Hartmann-Piste von der Tschaggunser Mittagspitze nach Tschagguns benannt, auf der unter anderem in den 1960er-Jahren die Abfahrt der Montafoner Goldschlüsselrennen ausgetragen wurde.

## Erfolge

### Olympische Winterspiele
- Garmisch-Partenkirchen 1936: 4. Militärpatrouille (Demonstrationswettbewerb)

### Weltmeisterschaften
- Innsbruck 1933: 19. Nordische Kombination, 27. 18-km-Langlauf (nicht zum offiziellen WM-Programm gehörend: 36. „lange Abfahrt“)

### Österreichische Meisterschaften
- Österreichischer Meister in der Nordischen Kombination 1932
- Österreichischer Meister mit der Tiroler Langlaufstaffel 1933 und 1934